# Vádí al-Chafi
Vádí al-Chafi (hebrejsky ואדי אל-ח'פי) je vádí v Jeruzalému v Judských horách.
Začíná v nadmořské výšce přes 700 metrů na hřebenu Judských hor v prostoru města Jeruzalém, ve čtvrti Pisgat Ze'ev. Směřuje pak k východu a prudce se zařezává do okolního terénu. Vede hlubokým údolím, které v horní části pokrývá uměle vysázený les Ja'ar Mir. Severně od údolí leží čtvrť Neve Ja'akov, na jihu Pisgat Ze'ev. Potom ústí zprava do vádí Nachal Prat (Vádí Kelt), které jeho vody odvádí přes území Západního břehu Jordánu do Mrtvého moře.